# Cooper Huckabee
Thomas Cooper Huckabee, né à Mobile (Alabama) le 8 mai 1951, est un acteur américain de cinéma et de télévision.

## Filmographie

### À la télévision
- 1976 : La Petite Maison dans la prairie saison 2, épisode 17 "Troublemaker" : Herman Stone
- 1978 : Dallas (mini-série, saison 1, épisode 4) : Payton
- 1981 : Stand By Your Man (série télévisée)
- 1982 : The Blue and the Gray (série télévisée) : Matthew Geyser
- 1982 : Country Gold (téléfilm)
- 1983 : La Petite Maison dans la prairie (Look Back to Yesterday)
- 1985 : MacGyver saison 1, épisode 8 "Situation explosive" ("Hellfire") : Bill Farren
- 2010 : True Blood
- 2013 : Esprits Criminels saison 8, épisode 20 « Mauvaises Herbes » : Raoul Whalen

### Au cinéma
- 1978 : Drôle d'embrouille (Foul Play)
- 1980 : Joni
- 1980 : Urban Cowboy
- 1981 : Massacres dans le train fantôme (The Funhouse)
- 1981 : Deux cent mille dollars en cavale (The Pursuit of D. B. Cooper)
- 1985 : Chase
- 1986 : Eye of the Tiger
- 1987 : The Curse
- 1989 : Cohen and Tate (en) d'Eric Red
- 1990 : Night Eyes
- 1992 : Love Field
- 1993 : Gettysburg
- 1994 : Belles de l'Ouest (Bad Girls)
- 1997 : Turbulences à 30000 pieds
- 1999 : Le Déshonneur d'Elisabeth Campbell
- 2000 : Space Cowboys
- 2003 : Gods and Generals
- 2009 : Staunton Hill
- 2012 : Django Unchained : Roger « Lil Raj » Brittle